# Transrapid

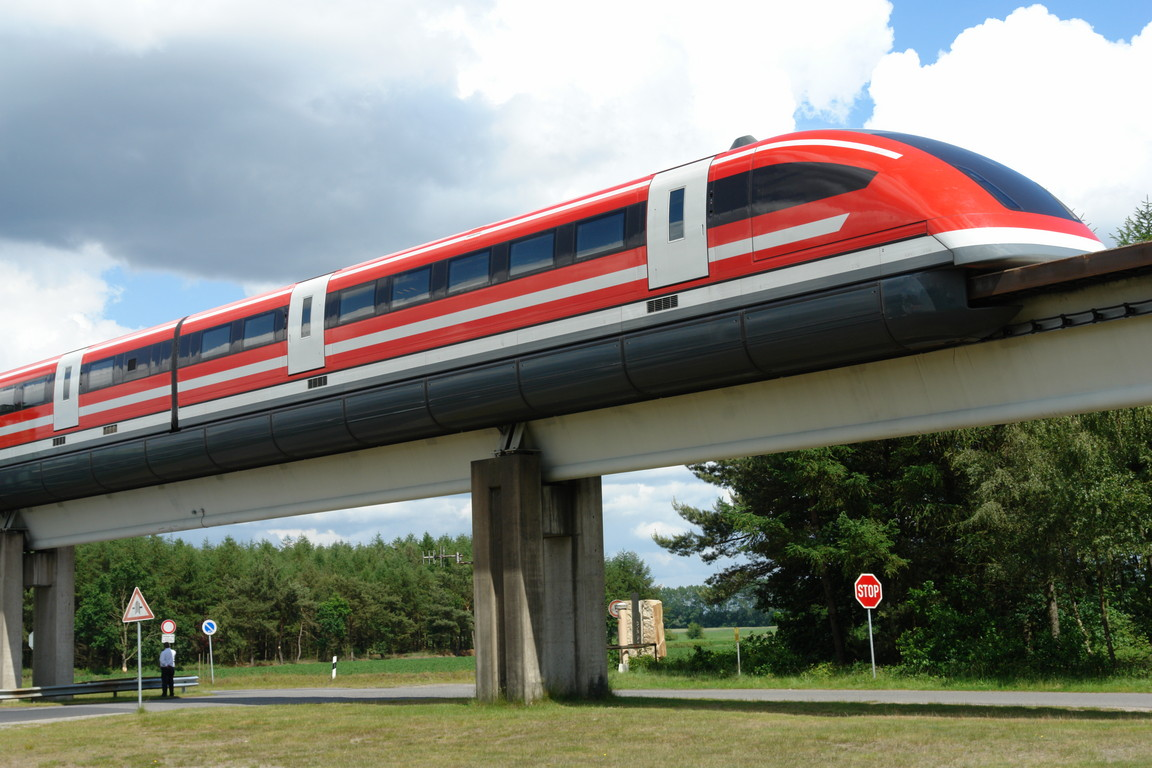
Transrapid tại trạm thử nghiệm Emsland ở Đức

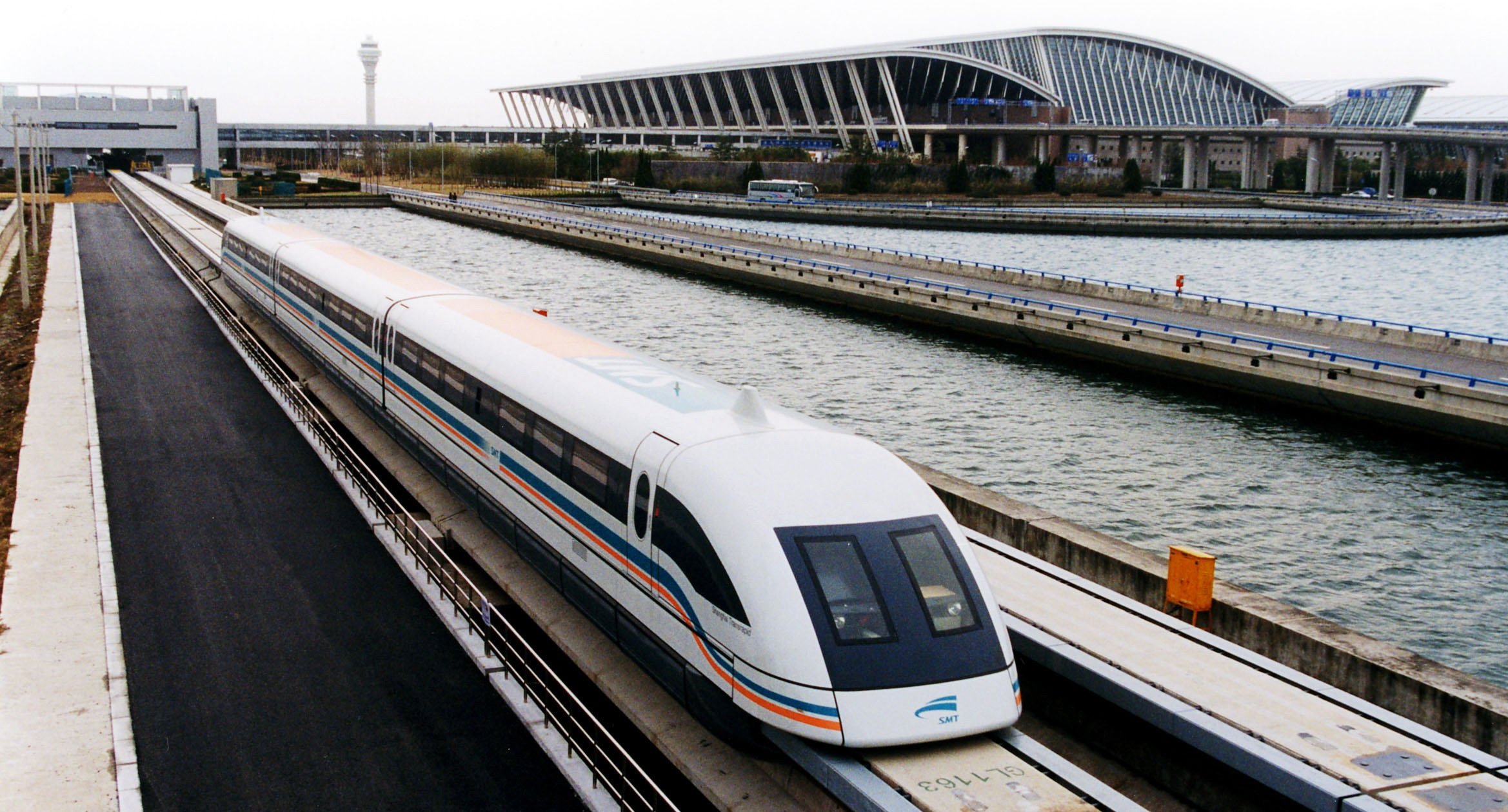
Tàu đệm từ Thượng Hải Transrapid

Transrapid là một đồ án về tàu cao tốc chạy trên đệm từ của Cộng hòa Liên bang Đức. Được quy hoạch và phát triển hệ thống giao thông vận tải (Xe cộ, hệ thống kiểm soát hoạt động và thiết bị phụ trợ) bởi Siemens AG và ThyssenKrupp Transrapid GmbH — một công ty con của ThyssenKrupp AG — phối hợp thiết kế. Cùng với đó, nhiều công ty khác ở Đức đã phát triển các thành phần như thiết bị chuyển mạch, dầm sàn, vv. Sau khi sự khởi đầu của nhà tài trợ bắt đầu phát triển trong năm 1969, nguyên mẫu đầu tiên được giới thiệu vào năm 1979. Từ năm 1991, nhiều dự án đã được công nhận, tuy nhiên, tuyến Transrapid duy nhất trên thế giới hiện nay được đưa vào hoạt động năm 2004 ở Thượng Hải. Tại Đức, tuyến đường Berlin-Hamburg, Metrorapid hay việc đưa đón tại Sân bay quốc tế Franz Josef Strauss ở München đã bị hủy bỏ sau nhiều năm công tác quy hoạch trong giai đoạn lập kế hoạch.

## Hệ thống Transrapid

### Mô tả ngắn gọn
Công nghệ Transrapid được thiết kế cho tốc độ cao nhằm vào mục đích vận tải hành khách đường sắt. Một chiếc Transrapid có thể bao gồm 2-10 phần, và tùy thuộc vào chỗ ngồi và các cơ sở dịch vụ cho tên của nhà sản xuất đã lên đến khoảng 1172 chỗ ngồi.
Hệ thống Transrapid về cơ bản bao gồm các thành phần sau:
Khung xe được để dưới đáy của đường xe và giúp nó có thể di chuyển mà không gặp khó khăn. Các lực nam châm giúp nó đững vững trên đường. Bởi vì không có sự tiếp xúc trực tiếp giữa đường ray và tàu, nên chỉ có lực ma sát giữa con tàu và không khí. Do đó, nó có khả năng di chuyển với vận tốc rất cao, tiêu tốn ít năng lượng và có thể gây ra ít tiếng ồn. Tuy nhiên, một số thử nghiệm vẫn cho thấy nó vẫn không lặng lẽ hơn tàu hỏa bình thường là bao nhiêu.